# Straßenbahn Nantes
Die Straßenbahn Nantes (französisch Tramway de Nantes) war die erste Neuanlage eines Straßenbahnnetzes in Frankreich, nachdem in der Nachkriegszeit alle Straßenbahnen bis auf einzelne Linien in Marseille, Saint-Étienne und Lille stillgelegt worden waren.
27 Jahre nach der Stilllegung der alten Straßenbahn in Nantes wurde die moderne Straßenbahn am 7. Januar 1985 zwischen den Haltestellen Haluchère (im Osten) und Bellevue (im Westen) eröffnet. Sie wird betrieben von der Société d’économie mixte des transports en commun de l’agglomération nantaise (SEMITAN).
Die Straßenbahn Nantes besaß im September 2010 das viertgrößte Netz Frankreichs. Die Fahrgastzahlen stehen mit 266.300 Fahrgästen pro Tag an dritter Stelle in Frankreich (2008), an erster Stelle stehen die Straßenbahnen in der Île-de-France mit 338.400 Fahrgästen täglich (2009) vor der  Straßenbahn Straßburg mit 280.000 Fahrgästen (2007).

## Die Straßenbahn von 1879 bis 1958

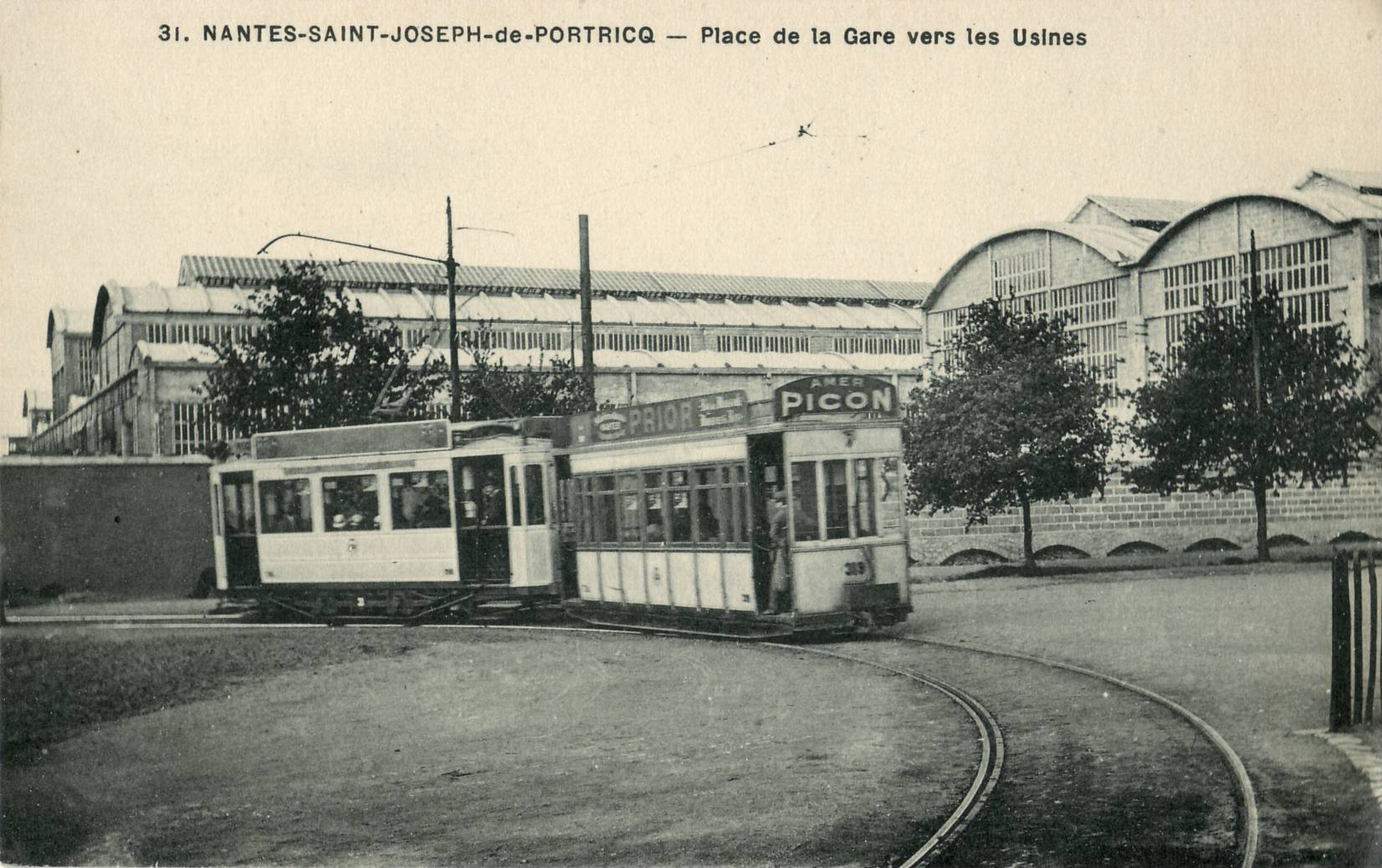
Ehemalige Straßenbahn (vor 1914)

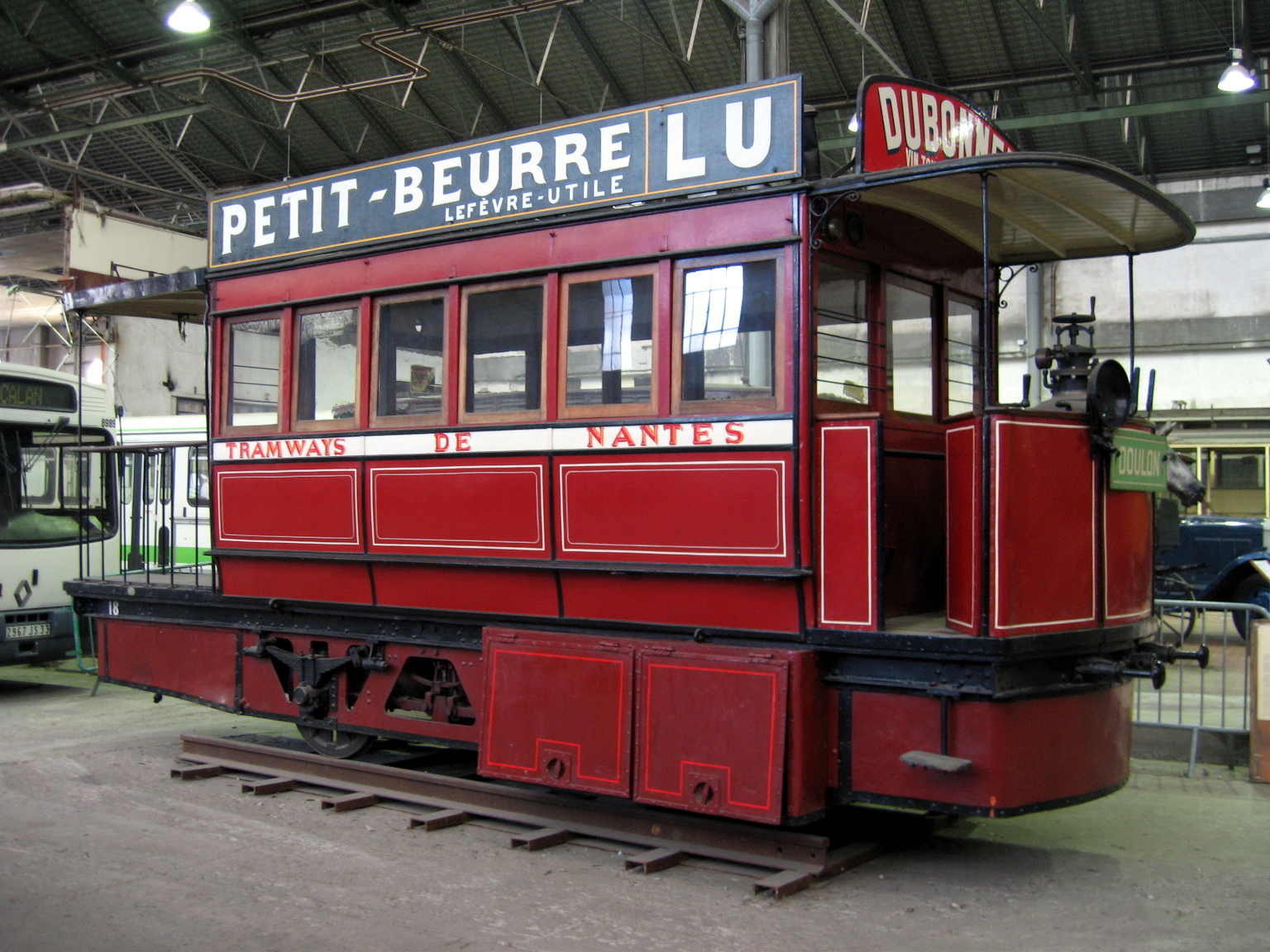
Museal erhaltener Drucklufttriebwagen der Tramways de Nantes

Die erste Straßenbahn in Nantes nahm am 13. Dezember 1879 ihren Fahrgastbetrieb mit Drucklufttriebwagen auf. Sie bediente die Strecke von Doulon im Osten zum Gare Maritime im Westen. Das Netz wurde in den Jahren von 1911 bis 1917 elektrifiziert.
Im Jahr 1932 erreichte das Netz der Straßenbahn Nantes seine größte Ausdehnung mit 20 Linien, die 14 verschiedene Strecken bedienten.
Im Zweiten Weltkrieg wurden große Teile der Gleisanlagen und des Wagenparks zerstört. 1946 scheute sich die Stadt, eine Reihe von Strecken wieder aufzubauen, die seitdem mit dem Bus bedient wurden. 1949 wurde die Entscheidung getroffen, das gesamte Straßenbahnnetz stillzulegen. Am 25. Januar 1958 verkehrte die Straßenbahn zum letzten Mal auf der Linie Pont de Cens – Saint-Joseph.

## Der Weg zur Wiedereinführung der Straßenbahn
Ende der 1970er Jahre brachte in Nantes der Bürgermeister Alain Chénard (gewählt 1977 bei einem Wechsel der politischen Mehrheiten) die Idee einer modernen Straßenbahn auf. Dies geschah auch in Reaktion auf die Initiative des Staatssekretärs im Verkehrsministerium, Marcel Cavaillé, der 1975 in einem Brief die großen Städte des Landes aufforderte, Konzepte für ihren Stadtverkehr zu entwickeln.
Im Jahre 1975 wurde das Syndicat intercommunal des transports publics de l'agglomération nantaise (SITPAN) gegründet, das Organisation und Finanzierung des schon sehr dichten Busnetzes in den 19 Mitgliedsgemeinden übernahm, das durch das Verkehrsunternehmen Société des Transports de l'Agglomération Nantaise (STAN) – zwei Jahre später Semitan – bedient wurde.
Das SITPAN unterzeichnete im Jahre 1978 einen Marktstudie mit dem Planungsbüro SOFRETU, einer Tochtergesellschaft der Pariser RATP, um Verbesserungsmaßnahmen im ÖPNV vorzuschlagen. Die Studie befürwortete die Schaffung eines neuen Netzes, das durch zwei mit zahlreichen Buslinien verknüpfte Straßenbahnlinien strukturiert würde. Die Straßenbahnlinien könnten auf zwei Achsen eingerichtet werden:
- eine Nord-Süd-Achse, die die beiden Arme der Loire überquert sowie die Sèvre Nantaise
- eine Ost-West-Achse, die den Park Beaujoire und die Großwohnsiedlung Bellevue verbindet, mit einer Gemeinschaftsstrecke mit der Nord-Süd-Achse in ihrem zentralen Teil

Alain Chenard erinnerte daran, dass „die Straßenbahn überall damit in Zusammenhang stand, die Straßen gänzlich umzubauen, um das Problem der anderen Verkehrsmittel zu lösen. Es war das intelligenteste, aber war es vernünftig? Politisch war es ein Selbstmord!“
Die Stadt zog im August 1978 die Verwirklichung der Ost-West-Linie Bellevue ↔ Haluchère in Betracht – um „das Zentrum zu bedienen, aber tangential, ohne es zu durchbohren. Es ist außerdem die Trasse, die die geringste Beeinträchtigung verursachte, man konnte eine Fläche auf altem Bahngelände wieder verwerten.“ Damit wurden die detaillierten Planungen und die administrativen Verfahren eingefädelt. Die Kosten für das Projekt wurden im Jahre 1980 auf 400 Millionen Francs (ungefähr 60 Millionen Euro) geschätzt. Im Jahre 1981 erhielt das Projekt die „Feststellung des öffentlichen Nutzens“ (DUP).
Im Jahre 1979 vertraute das SITPAN der Semitan, die damals von dem Verkehrsexperten Michel Bigey geleitet wurde, die delegierte Bauträgerschaft des Projekts an, um das Straßenbahnprojekt zu bauen und zu koordinieren. Obwohl die Gesamtheit der Beteiligten den Willen hatten, diese Linie schnell zu verwirklichen, indem in Deutschland bewährte Techniken verwendet werden sollten, kam es zu Verzögerungen, insbesondere wegen der Kosten der Fahrzeuge. Bei der Gemeinderatswahl 1983, deren Wahlkampf durch die Haltung zur Straßenbahn bestimmt war, kam es zu einem Wechsel der politischen Mehrheit: Michel Chauty wurde zum Bürgermeister gewählt. Seine Mannschaft, entschiedene Gegner der Straßenbahn, war insbesondere der Ansicht, dass das Projekt seines Vorgängers die Stadt zerschneiden würde, und ließ die Arbeiten unterbrechen. Sie mussten aber feststellen, dass das Projekt zu weit fortgeschritten war, um angehalten werden zu können. Die Bauarbeiten kamen also wieder in Gang und dauerten damit insgesamt 33 Monate zwischen den ersten Vorbereitungsarbeiten im November 1981 und der Eröffnung für Probefahrten im August 1984.
Im Jahre 1983 schätzte man, dass die Straßenbahn 70.000 Einwohner und 37.000 Arbeitsplätze erschließen werde, die sich im Umkreis von weniger als 800 Metern von der Strecke befänden, zu denen man die Arbeitsplätze der Stadtmitte hinzufügen muss, das hieß insgesamt 90.000 Arbeitsplätze, was zu den folgenden Verkehrsprognosen für die Linie 1 führte (wenn man die Verlegung der Buslinien zu den Endstellen der Straßenbahn berücksichtigt, um die Verbindung zu den Industriegebieten und dem Einkaufszentrum Carquefou über die Haltestelle Haluchère und zu den Vierteln Bellevue und Saint-Herblain-Village am anderen Ende zu verbessern):
- maximale Auslastung in der Hauptverkehrszeit: 2500 Fahrgäste pro Stunde
- durchschnittliche tägliche Auslastung an Werktagen: 58.000

das heißt ein erwarteter jährlicher Verkehr von 17 Millionen Fahrgästen, ungefähr mit einer Reisegeschwindigkeit von 25 km/h und einer Bedienungshäufigkeit von vier Minuten in den Hauptverkehrszeiten und 15 Minuten in den Schwachverkehrszeiten.
Finanziell war die Verwirklichung der Linie 1 mit 403 Millionen Francs, davon 214 Millionen für die Infrastruktur und 93,8 Millionen für die Fahrzeuge, anspruchsvoll. Die Finanzierung wurde durch einen Zuschuss des Staates in Höhe von 50 % der reinen Infrastrukturinvestitionen (ohne Rollmaterial) ermöglicht, plus zehn Millionen, die durch die Nationale Agentur zur Nutzung der Forschungsergebnisse ANVAR in Anbetracht des innovativen Charakters des Projekts aufgebracht wurden. Die vom SITPAN aufgenommene Summe wird dank einer Erhöhung der von den Unternehmen gezahlten Transportsteuer (fr. versement transport), die von 1 % der Gehälter auf 1,5 % stieg, zurückgezahlt werden.
Der Publikumserfolg der Straßenbahn, insbesondere bei der außergewöhnlichen Inbetriebnahme am 20., 21. und 22. Dezember 1984, in deren Verlauf 50.000 Personen die Linie benutzten, gab den Gegnern der Straßenbahn Unrecht. Die Straßenbahn wird von nun an Gegenstand eines breiteren Konsenses in der Kommunalpolitik sein.
Der erste moderne Straßenbahnwagen, bestellt im April 1982, wurde am 2. April 1984 geliefert. Die Linie 1 wurde bei Schnee zwischen Commerce und Haluchère in Betrieb genommen, mit einem Erfolg, der durch die winterliche Blockade des Straßenverkehrs verstärkt wurde. In Anbetracht der Widerstandes der damaligen Gemeindeverwaltung wäre dieser erste Teil der Linie nie eröffnet worden.
Ende 1984 wurde die Linie 1 von 42.000 Reisenden/Tag benutzt, womit sie in den Hauptverkehrszeiten ihre Kapazitätsgrenze erreichte.
Im Jahre 1989 wurde die Verlängerung der Linie 1 von Haluchère nach Beaujoire in Betrieb genommen. Es fanden neue Kommunalwahlen statt, die zur Rückkehr der Linke an die Macht führten, jedoch nicht unter der Führung von Alain Chenard, sondern von Jean-Marc Ayrault. Seine Mannschaft gab den Impuls zur Einführung der Linie 2 der Straßenbahn von Nantes.

## Das heutige Netz
Die Straßenbahn bedient 84 Haltestellen auf drei Linien. Die Streckenlänge beträgt 45,7 km (2025). Im Jahr 2008 wurden täglich 266.300 Fahrgäste befördert (65,65 Millionen im Jahr). 60 % der Beförderungsleistung des öffentlichen Nahverkehrs werden von der Straßenbahn erbracht.

### Entwicklung

#### Geschichtlich

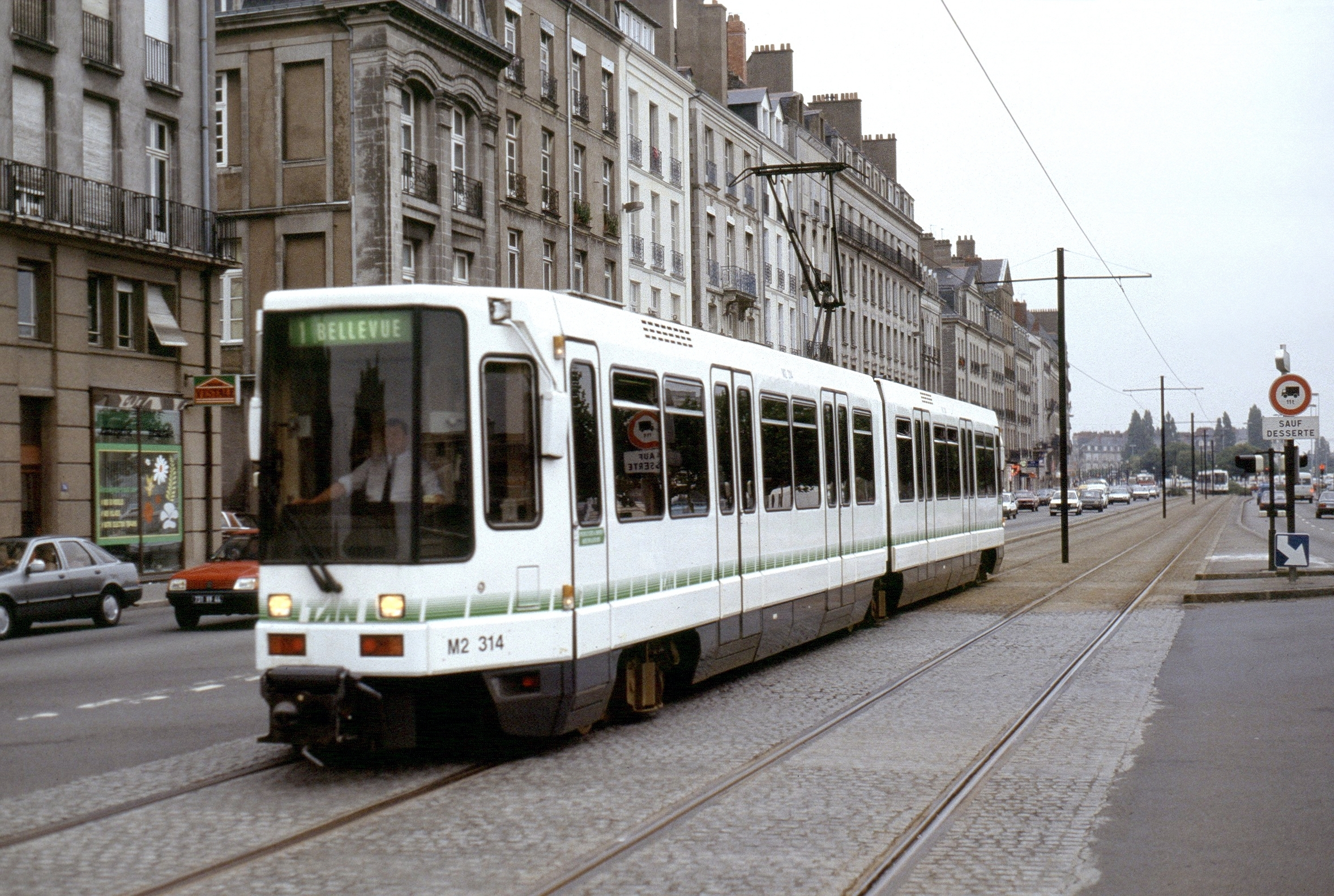
Zweiteiliger TFS am Quai de la Fosse, 1988

Am 7. Januar 1985 startete der Fahrgastbetrieb der ersten Linie der neuen Straßenbahn zwischen den Haltestellen Commerce und Haluchère. Die Züge wurden im neuen Straßenbahn-Betriebshof in Dalby abgestellt und gewartet. Aufgrund von Verzögerungen im Bauablauf wurde der Abschnitt Commerce – Bellevue erst am 18. Februar desselben Jahres in Betrieb genommen. Am 22. April 1989, das sind vier Jahre nach der Rückkehr der Straßenbahn nach Nantes, wurde die Linie von Haluchère nach Beaujoire verlängert.
Am 26. September 1992 wurde eine zweite Linie eröffnet. Diese verband Trocardière in der Gemeinde Rezé mit dem Zentrum von Nantes, am nördlichen Ende des Cours des 50 Otages. Für die Züge der Linie 2 wurde an der Endstelle Trocardière ein eigener Betriebshof gebaut. Am 3. September 1993 wurde die Linie 2 von 50 Otages nach Facultés verlängert und erreichte damit die Universität.
1994 wurde die Linie 2 am 14. März um zwei weitere Haltestellen bis nach Recteur Schmitt verlängert und erreichte am 29. August die Gemeinde Orvault mit der Endstelle Orvault Grand Val neben dem gleichnamigen Einkaufszentrum.
Am 17. April 2000 wurde ein neuer Linienweg für die Linie 1 in Betrieb genommen: die neue Streckenführung bediente die Haltestellen Jean Moulin, Lauriers und Romain Rolland anstelle der Haltestelle Jamet.
Am 28. August 2000 wurde eine dritte Linie in Betrieb genommen. Sie führte von Plaisance nach Hôtel-Dieu und besaß einen gemeinsamen Abschnitt mit der Linie 2 im Stadtzentrum. Am gleichen Tag wurde die Linie 1 von Bellevue zur neuen Endstelle François Mitterrand verlängert.
Am 5. April 2004 wurde die Linie 3 in nördlicher Richtung um 5 Haltestellen bis nach Sillon de Bretagne verlängert und erreichte damit die Gemeinde Saint-Herblain.
Am 29. August 2005 wurde die Linie 2 um drei Stationen nach Süden zur neuen Endstelle Neustrie in der Gemeinde Bouguenais verlängert.
Am 27. August 2007 tauschten die Linien 2 und 3 ihre Endstellen südlich der Loire, damit führte nun die Linie 3 nach Neustrie. Außerdem wurde eine neue Endstation für die Linie 2 am Gare de Pont-Rousseau in Betrieb genommen, so dass der gemeinsame Abschnitt beider Linien nun sieben Haltestellen umfasste.
Am 5. Januar 2009 wurde die Linie 3 noch einmal um 600 m in nördlicher Richtung bis nach Marcel Paul verlängert und erreichte damit den Bus-Betriebshof, der um einen Straßenbahnteil erweitert wurde und nun alle Züge der Linie 3 aufnahm.
Am 1. Oktober 2012 wurde der Abzweig der Linie 1 von Haluchère nach Ranzay in Betrieb genommen. Damit verkehrte aus Richtung Innenstadt kommend ab Haluchère jeder zweite Zug nach Ranzay bzw. nach Beaujoire.
Der Ast der Linie 1 nach Ranzay wurde im Mai 2025 um 1,4 Kilometer nach Babinière verlängert. An der neuen Endhaltestelle wurden Kfz- und Fahrrad-Stellflächen geschaffen.

#### Das Netz seit Oktober 2012 (schematisch)

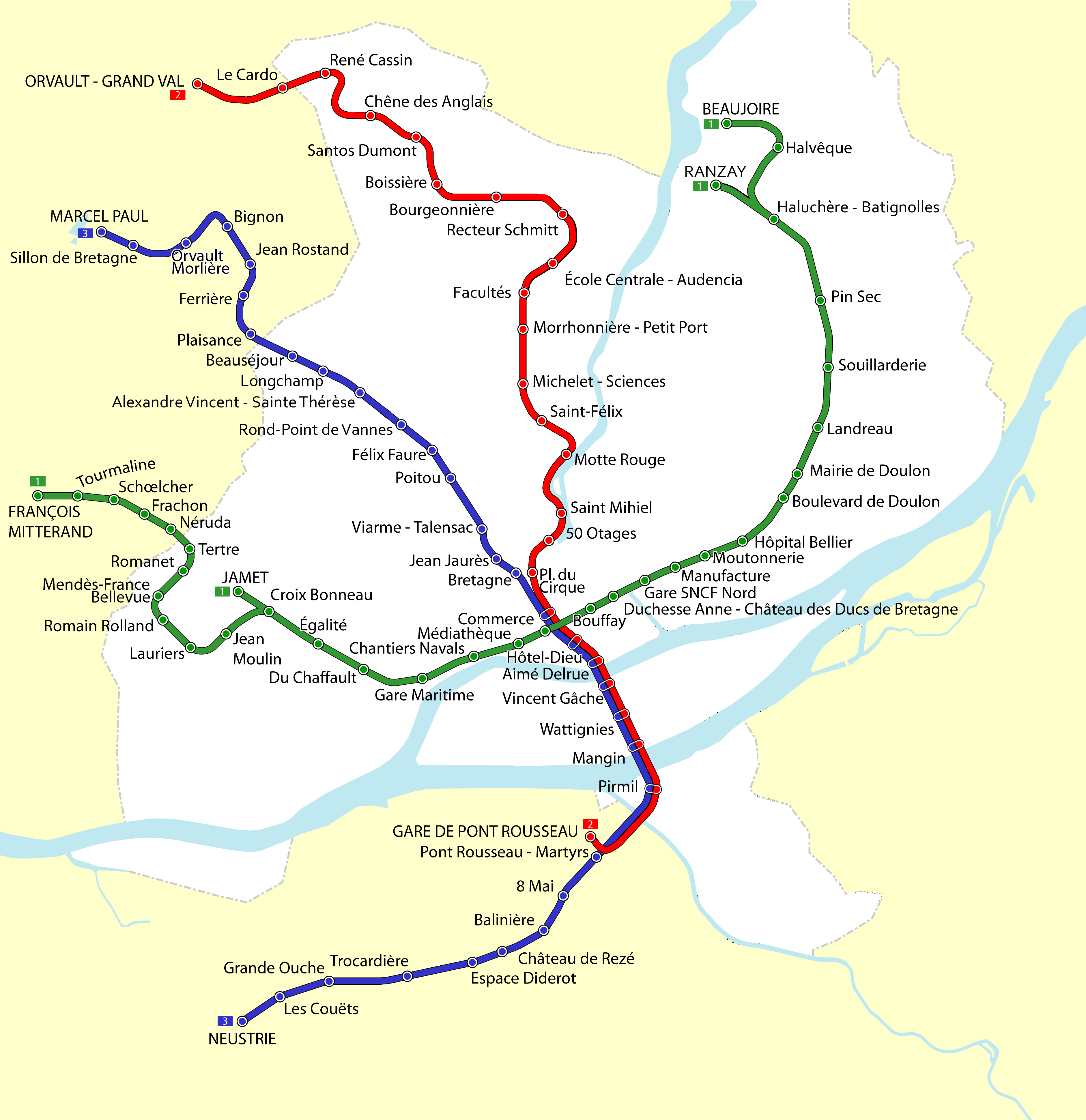
Liniennetz 2012

#### Die Phasen des Netzausbaus (Netzpläne)

1985
1989
1994
2000
2004
2005
2007
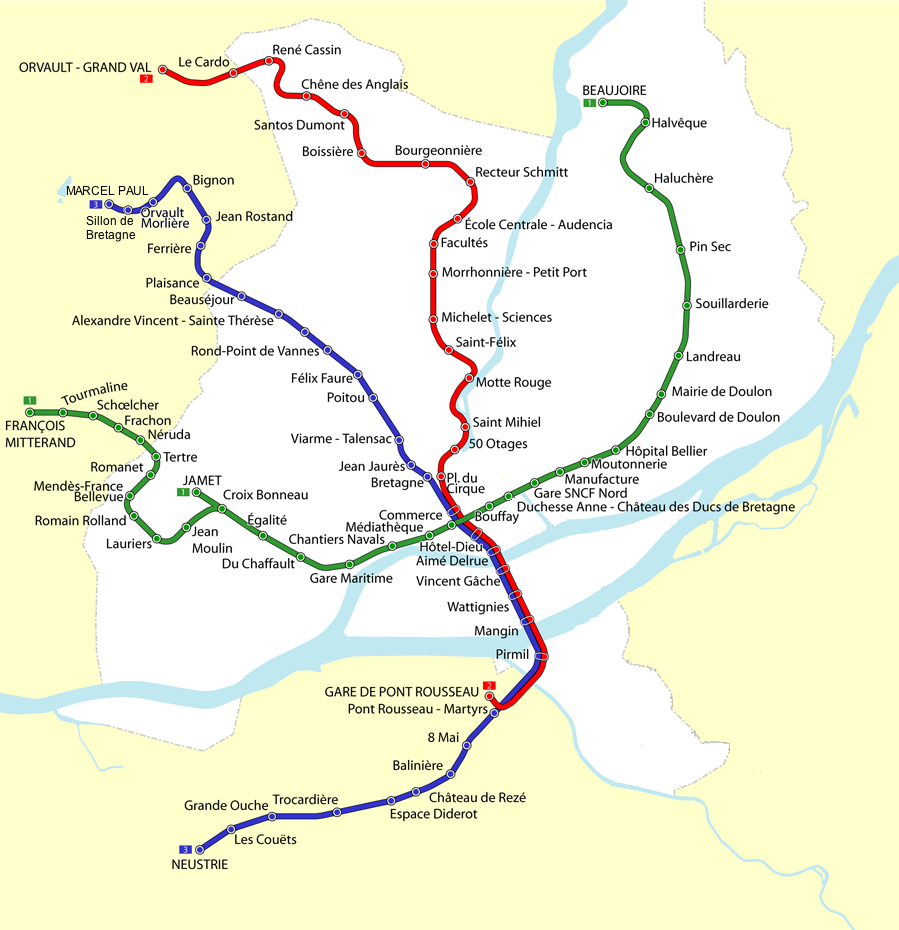
2009

### Linien

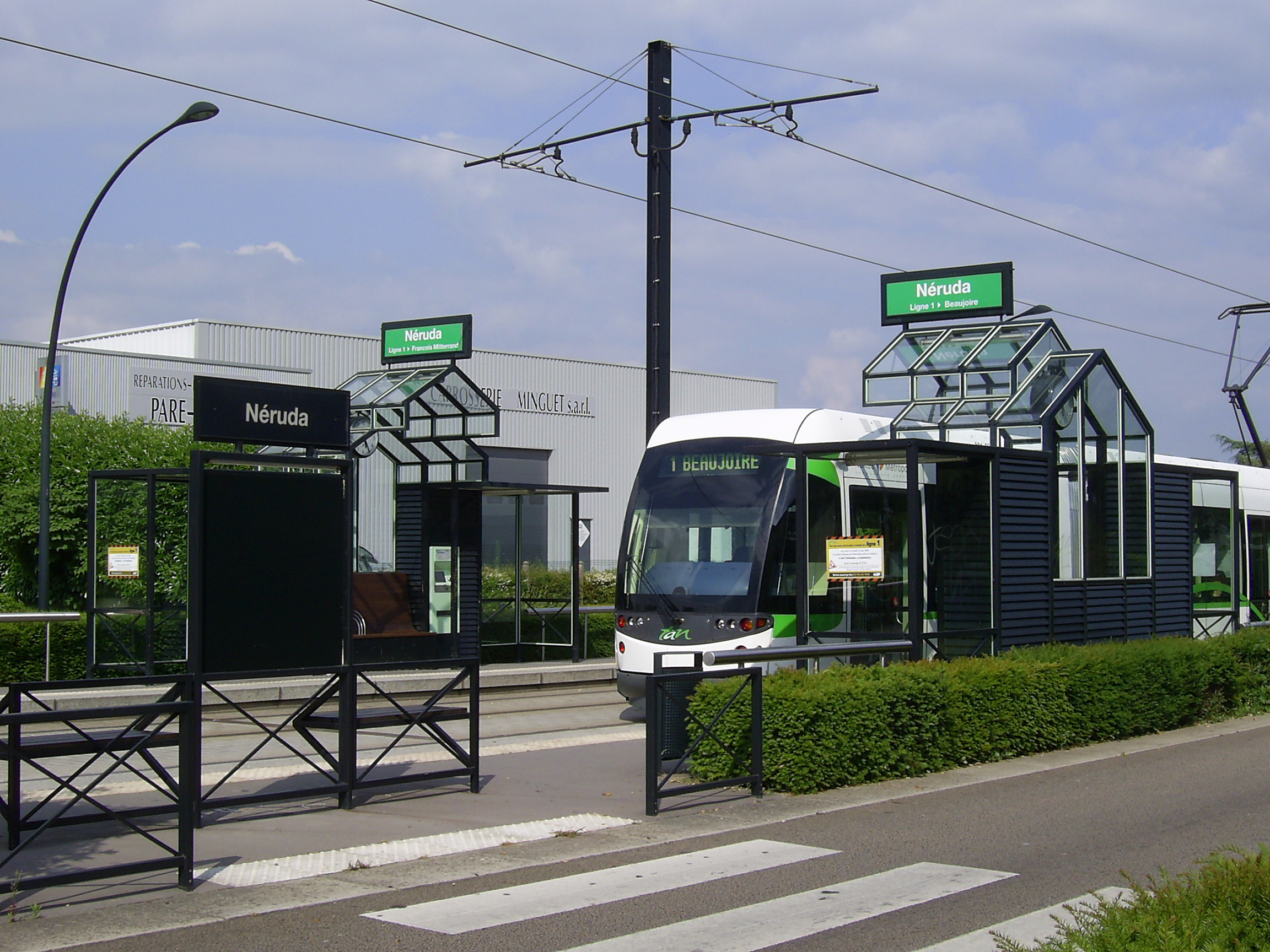
Haltestelle Néruda (Linie 1, Incentro-Bahn) in 2008

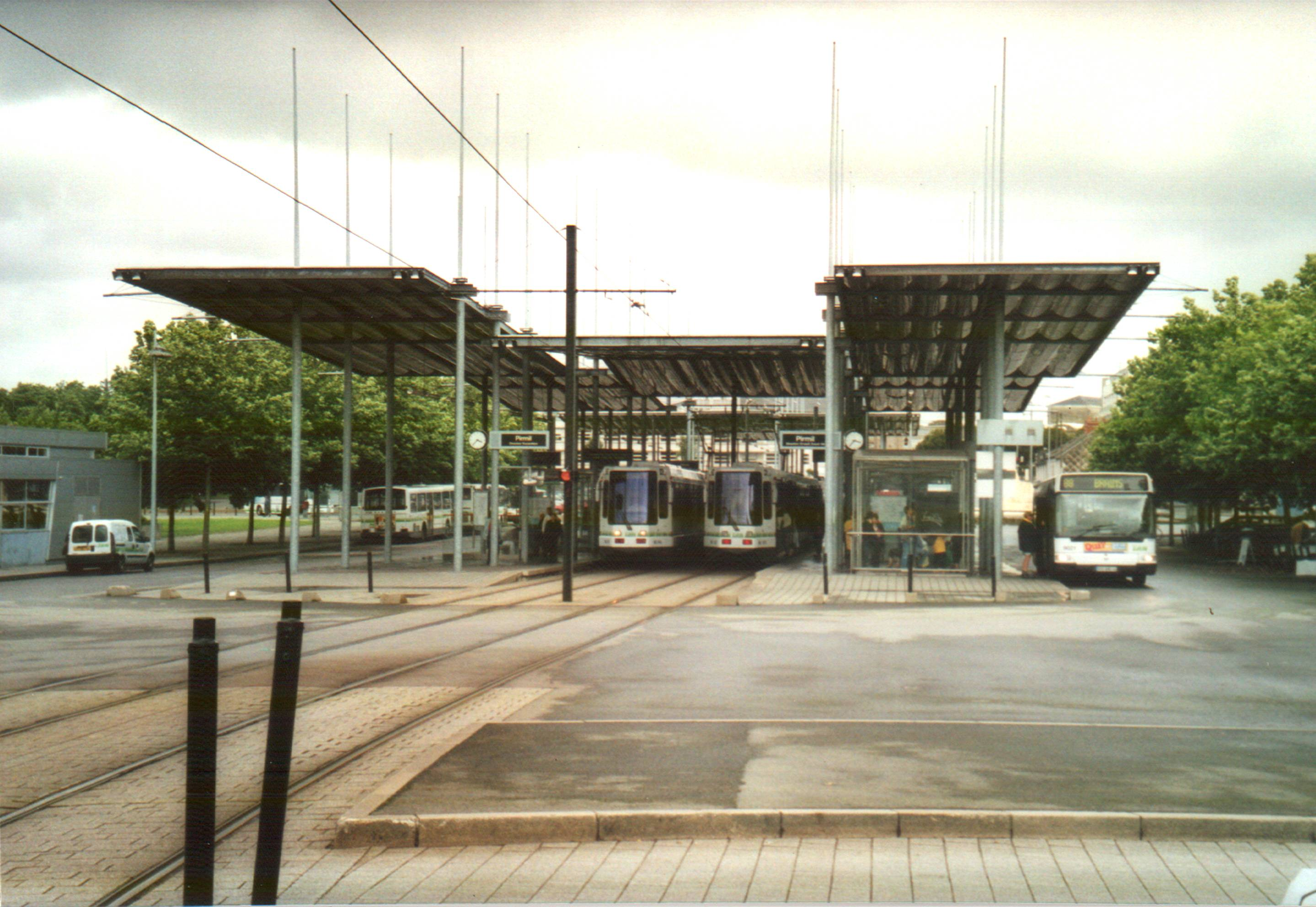
Haltestelle Pirmil (Linien 2 und 3) in 2001
Verknüpfungspunkt zu Buslinien und Park&Ride-Platz

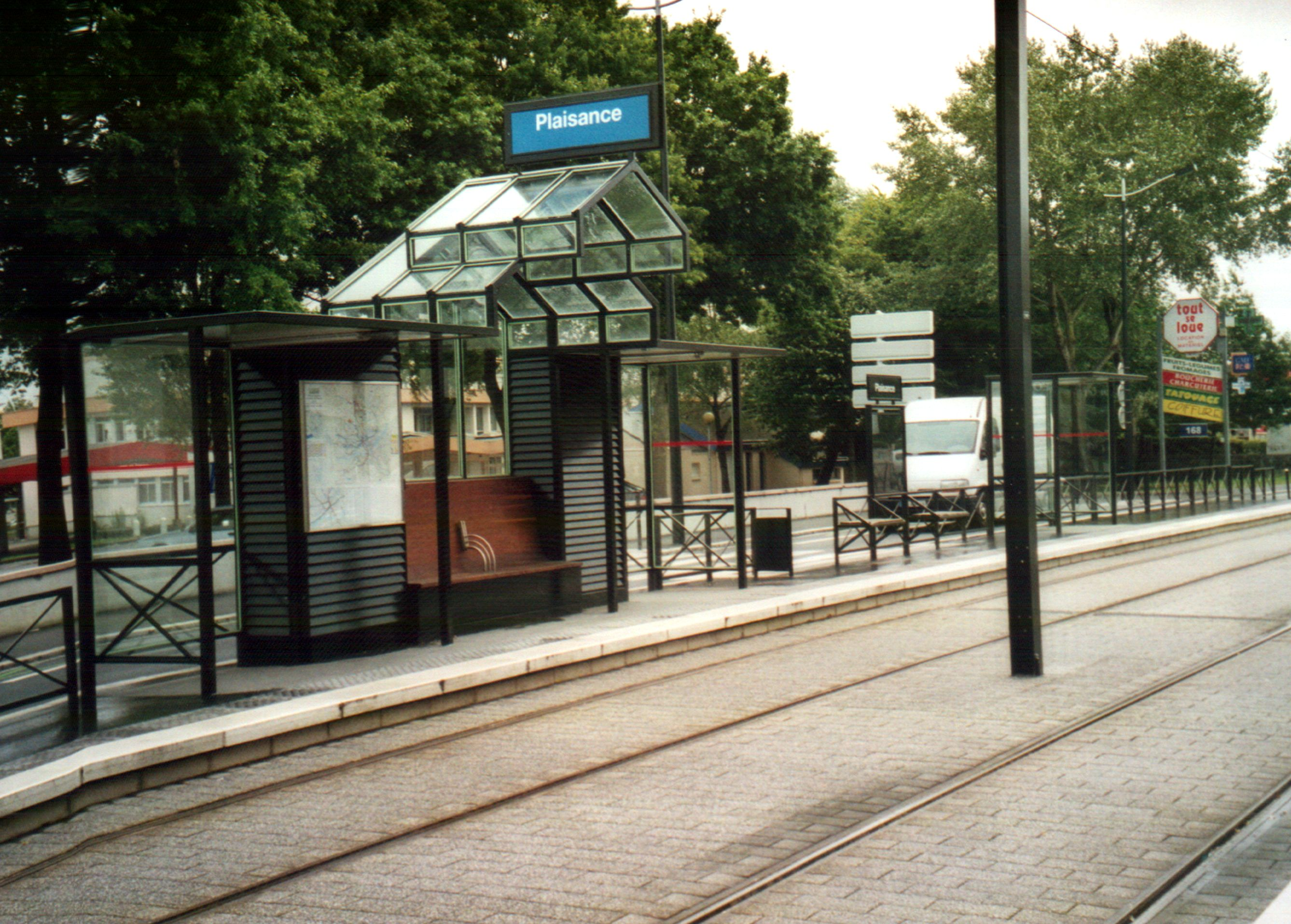
Standardausrüstung einer Haltestelle 2001, hier in Plaisance (Linie 3)

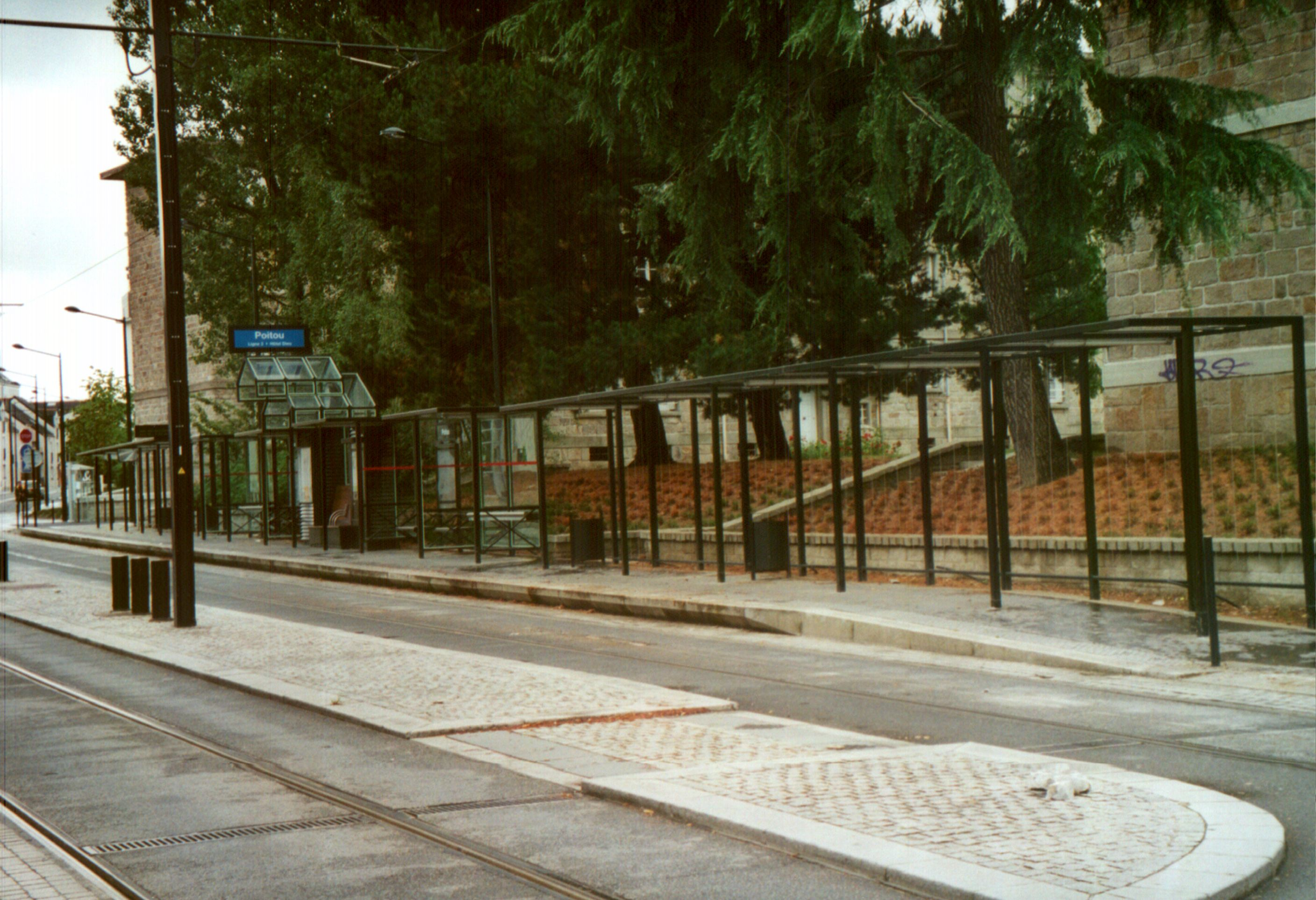
Ein Bahnsteig der Haltestelle Poitou ist wie eine Pergola gestaltet worden. Dieses Bild wurde im Jahr 2001 kurz nach der Inbetriebnahme aufgenommen. Zu diesem Zeitpunkt hatten die Pflanzen die Struktur noch nicht begrünt.

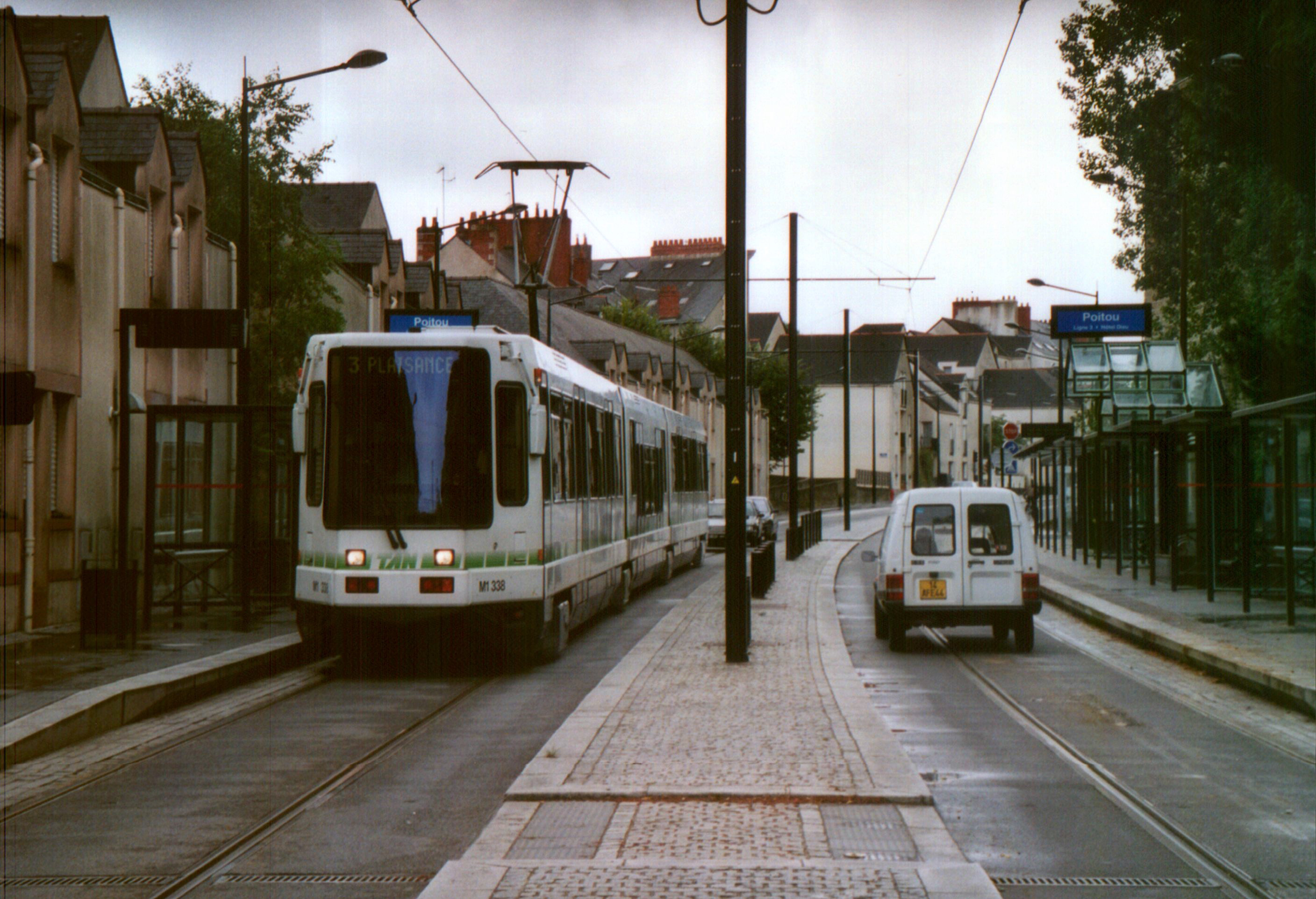
In engen Straßen teilen sich Straßenbahn und Kfz die Fahrbahn.
Haltestelle Poitou (Linie 3, TFS-Bahn) 2001

#### Linie 1
Beaujoire/Ranzay ↔ François Mitterrand (Verstärkerfahrten: Hôpital Bellier ↔ Jamet)
- Eröffnung: 1985
- Streckenlänge: 17,6 km
- Haltestellen: 33
- Fahrgastzahl: 111.700 täglich (2009)[15][16]
- jährliche Fahrgastzahl: 28,75 Millionen

Die Linie 1 der Straßenbahn Nantes hat die dritthöchste Fahrgastzahl aller französischen Straßenbahnlinien (nach der Linie 1 der Straßenbahn Montpellier und der Linie 1 der Straßenbahn Paris).
Als sie am 7. Januar 1985 als erste Linie in Betrieb genommen wurde, verband sie den Stadtteil Bellevue (im Westen) mit dem Stadtteil Haluchère (im Osten) durch das Stadtzentrum, wo sie insbesondere die zentrale Mediathek, den Place du Commerce und den Bahnhof Nantes erschließt.
Seit September 2007 sind die Verstärkerfahrten der Linie 1 (die zuvor die Verbindung Hôpital Bellier ↔ Gare Maritime bedienten) verlängert bis zur Haltestelle Jamet (wiedereröffnet nach ihrer Schließung 2000 – Die Strecke zwischen Croix Bonneau und Jamet wurde seit der Verlängerung der Linie 1 nach François Mitterrand nicht mehr im Linienverkehr bedient). Ungefähr jede zweite Fahrt endet an dieser Haltestelle mit Fahrtrichtungswechsel und verdichtet so den Takt auf dem zentralen Abschnitt der Linie.
Seit Oktober 2012 existiert am nördlichen Ende der Linie eine Verzweigung. Jeder zweite Zug verkehrt ab Haluchère zum bisherigen Endpunkt Beaujoire, die andere Fahrt führt auf dem neuen Abzweig über Ranzay nach Babinière.

#### Linie 2
Orvault Grand Val ↔ Gare de Pont Rousseau (Verstärkerfahrten: École Centrale Audencia ↔ Hôtel Dieu)
- Eröffnung: 1994
- Streckenlänge: 11,7 km
- Haltestellen: 25
- Fahrgastzahl: 84.500 täglich
- jährliche Fahrgastzahl: 24,1 Millionen

Diese Linie wurde seit 1985 untersucht. In Anbetracht des Erfolgs der Linie 1 mit ihren 65.000 Fahrgästen täglich schlug die SEMITAN den Bau der zweiten Line 1989 vor, die insbesondere die Überbrückung der zwei Arme der Loire umfasste, um die Staus auf den Brücken der Stadt zu begrenzen. Außerdem hatten sich die Busse trotz ihrer Busspuren als ungenügend erwiesen, um den Verkehr zu bewältigen. Der Vorentwurf wurde 1990 genehmigt und die Arbeiten dauerten zwei Jahre.
Die Linie 2 wurde in mehreren Phasen in Betrieb genommen. Der erste Streckenabschnitt, eröffnet am 7. September 1992, verbindet auf 6 km Cinquante-Otages im Zentrum von Nantes mit Trocardière in der Gemeinde Rezé.
Im Jahre 1994 verband sie Trocardière südlich der Loire mit den Fakultäten und bediente die Mediathek von Rezé (Espace Diderot) und die Ausstellungshalle Trocardière.
Verlängert nach Orvault, später nach Bouguenais, wurde ihr Linienverlauf im Jahre 2007 geändert. Die alte Strecke im Süden (zwischen Pirmil und Neustrie) wird seitdem stattdessen von der Linie 3 bedient.
Ungefähr jede zweite Fahrt führt zur Verstärkung der Linie nur auf der Teilstrecke zwischen den Haltestellen Ecole centrale-Audencia und Hôtel-Dieu, insbesondere während der Hauptverkehrszeit. Dies ermöglicht eine größere Kapazität zwischen den Universitäts-Fakultäten und dem Stadtzentrum.

#### Linie 3
Neustrie ↔ Marcel Paul
- Eröffnung: 2000
- Streckenlänge: 14,1 km
- Haltestellen: 32
- Fahrgastzahl: 71.200 täglich
- jährliche Fahrgastzahl: 11,8 Millionen

Der erste Streckenabschnitt wurde am 28. August 2000 zwischen Hôtel Dieu und Plaisance in Betrieb genommen. Im Jahr 2004 wurde sie bis zum Hochhaus Sillon de Bretagne in Saint-Herblain verlängert, um die östlichen Viertel dieser Stadt verkehrlich zu erschließen.
Im Jahr 2007 wurde sie im Süden von Hôtel Dieu nach Neustrie verlängert, indem sie den südlichen Ast der Linie 2 übernahm.
Am 5. Januar 2009 wurden 600 Meter Gleis nördlich des Sillon de Bretagne in Betrieb genommen, um den Betriebshof der Semitan zu erreichen, der sich am Boulevard Marcel Paul in Saint-Herblain befindet. Eine neue Endhaltestelle und ein Park+Ride-Platz wurden gebaut. Der Betriebshof wurde umgebaut, um alle Adtranz Incentro-Wagen dieser Linie aufzunehmen.

### Technische Daten
Das Straßenbahnnetz von Nantes ist normalspurig und mit 750 V Gleichspannung elektrifiziert.
Es besitzt drei Betriebshöfe:
- Dalby befindet sich an der Rue Bellier (neben dem Geschäftssitz der SEMITAN) und beheimatet die Straßenbahnwagen für die Linie 1 sowie Busse. Der Betriebshof Dalby, der in der Nähe der Haltestelle Hôpital Bellier und teilweise auf dem Gelände des ehemaligen Lokomotivherstellers Brissonneau et Lotz angesiedelt ist, umfasst auch die zentrale Leitstelle des Netzes, die in Echtzeit den Betrieb der Busse und der Straßenbahn überwacht.
- Trocardière befindet sich an der rue de la Trocardière in Rezé und ist ein reiner Straßenbahn-Betriebshof, der die Triebwagen der Linie 2 beheimatet.
- Saint-Herblain, Avenue des Lions, ist der Linie 3 der Straßenbahn gewidmet und gewährleistet auch das Abstellen und die Wartung von Bussen.[18][19]

### Betrieb

#### Fahrzeuge
Die Semitan bedient das Netz zurzeit (Anfang 2018) mit insgesamt 91 Gelenktriebwagen, welche von drei verschiedenen Herstellern stammen. Die Fahrzeuge sind alle barrierefrei und in drei Betriebshöfen untergebracht.
Des Weiteren ist ein historischer Straßenbahnwagen aus dem Jahr 1913 als Museumsfahrzeug erhalten geblieben.

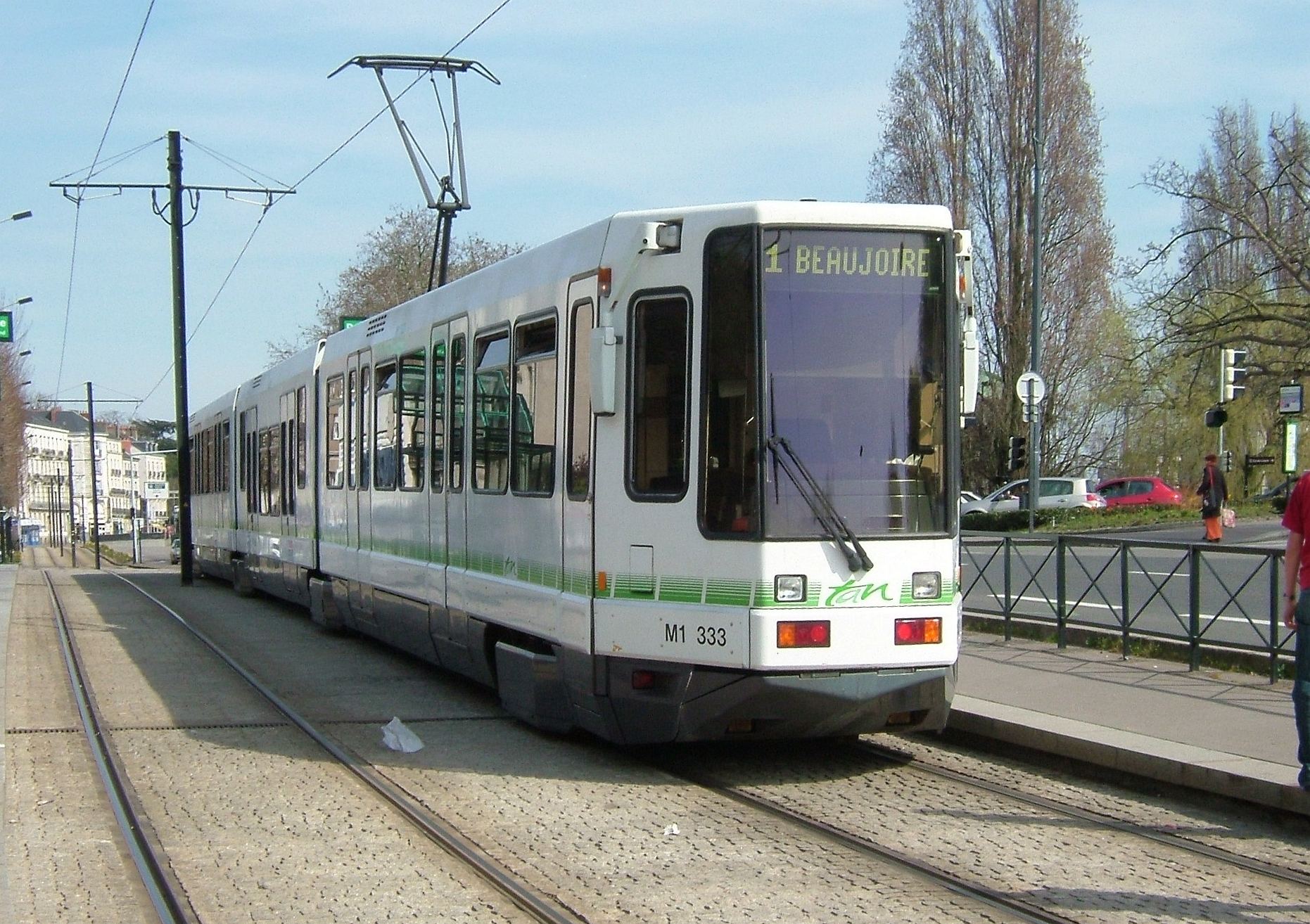
Tramway français standard im heutigen Zustand

| Fahrzeugtyp        | Anzahl          | Lieferjahr(e)        | Kapazität                                  | Länge   | Breite | Höhe   | Masse   |
| ------------------ | --------------- | -------------------- | ------------------------------------------ | ------- | ------ | ------ | ------- |
| Alsthom TFS        | 46              | 1984–1985, 1988–1994 | 353 Plätze (68 Sitzplätze, 285 Stehplätze) | 39,15 m | 2,3 m  | 3,25 m | 51,96 t |
| Adtranz Incentro   | 33              | 2000–2001, 2005–2006 | 322 Plätze (72 Sitzplätze, 250 Stehplätze) | 36,42 m | 2,4 m  | 3,28 m | 38,7 t  |
| CAF Urbos 3        | 12              | 2012                 | 249 Plätze (68 Sitzplätze, 181 Stehplätze) | 37,96 m | 2,4 m  | 3,4 m  |         |
| Alstom Citadis 405 | 2 (61 bestellt) | 2022–2027            | 300 Plätze                                 | 46 m    |        |        |         |

##### Alsthom TFS
Als Nantes sich entschloss, die Straßenbahn wiedereinzuführen, hatte die französische Schienenfahrzeugindustrie schon lange keine Straßenbahnfahrzeuge mehr hergestellt. Daher wurde unter Leitung von GEC Alsthom (heute Alstom) für Nantes ein neuer Straßenbahnwagentyp entworfen, der gleichzeitig das Standardfahrzeug für zukünftige französische Straßenbahnnetze werden sollte. Der „Tramway français standard“ (TFS) war in seiner ersten Ausführung ein hochfluriger (62 cm Fußbodenhöhe) sechsachsiger Gelenktriebwagen mit zwei Wagenkästen und drei Drehgestellen.
Infolge des unerwartet hohen Fahrgastaufkommens von bis zu 46.000 Fahrgästen am Tag im Oktober 1987 wurden die Fahrzeuge bis Ende 1988 mit Kupplungen und einer Vielfachsteuerung ausgestattet, um Doppeltraktionen zu ermöglichen. Zudem wurden für 1989 acht zusätzliche Triebwagen bestellt. Ab 1992 wurden die Fahrzeuge verlängert: Dabei wurde zwischen die beiden vorhandenen Wagenteile ein Niederflur-Mittelteil eingefügt, so dass nicht nur die Kapazität erhöht wurde, sondern die Fahrzeuge seitdem auch barrierefrei benutzt werden können.
Seit 2005 tragen die Wagen die neue Lackierung der TAN. Sie verkehren auf den Linien 1 und 2.
Eine Erneuerung der Fahrzeuge wurde im Jahr 2010 gleichzeitig mit der Wartung des Streckennetzes und dem Kauf von acht neuen Niederflur-Fahrzeugen in Auftrag gegeben. Diese Maßnahmen umfassen ein Budget von 150 Millionen Euro.

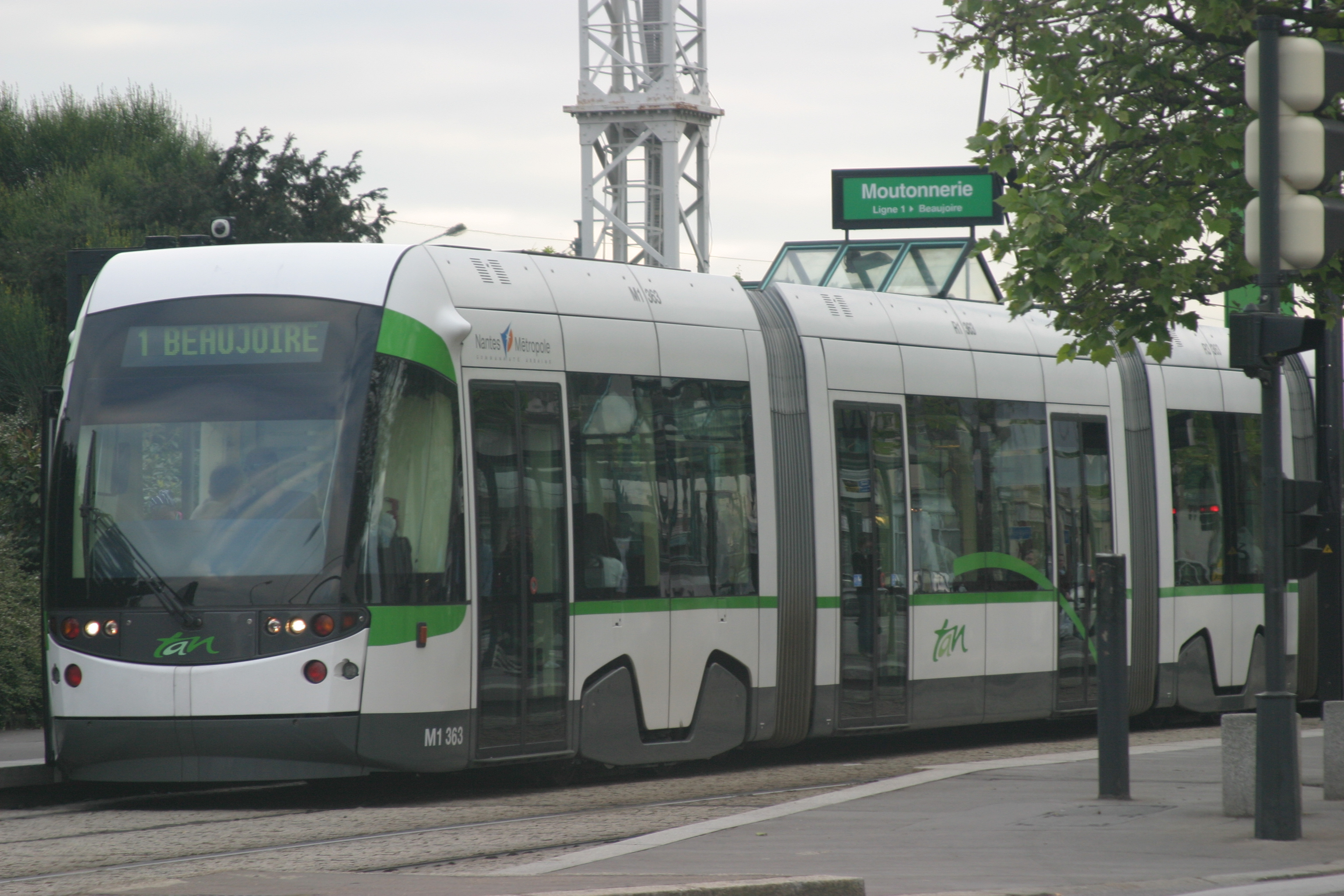
Triebwagen Adtranz Incentro an der Haltestelle Moutonnerie

##### Adtranz Incentro
Die Wagen vom Typ Incentro stammen vom deutschen Hersteller Adtranz (inzwischen übernommen durch den kanadischen Hersteller Bombardier). Hierbei handelt es sich um fünfteilige Niederflur-Gelenktriebwagen, die durch eine Einstiegshöhe von 28,5 cm (Fußbodenhöhe 35 cm) vollständig niederflurig sind. Sie verfügen über drei Fahrgestelle, wovon zwei angetrieben sind. Außerdem verfügen sie über elektrische Rekuperationsbremsen für die angetriebenen Räder, mechanische Scheibenbremsen mit elektro-hydraulischer Steuerung für alle Räder und Magnetschienenbremse für Notbremsungen. Fahrzeuge dieses Typs wurden mit Anpassungen auch nach Nottingham geliefert. Tests mit einem Incentro aus Nantes bei der Berliner Straßenbahn im Frühjahr 2005 führten dort zur Bestellung von modifizierten, als Flexity Berlin bezeichneten Fahrzeugen dieser Bauart.
Die Incentros verkehren auf den Linien 1 und 3.

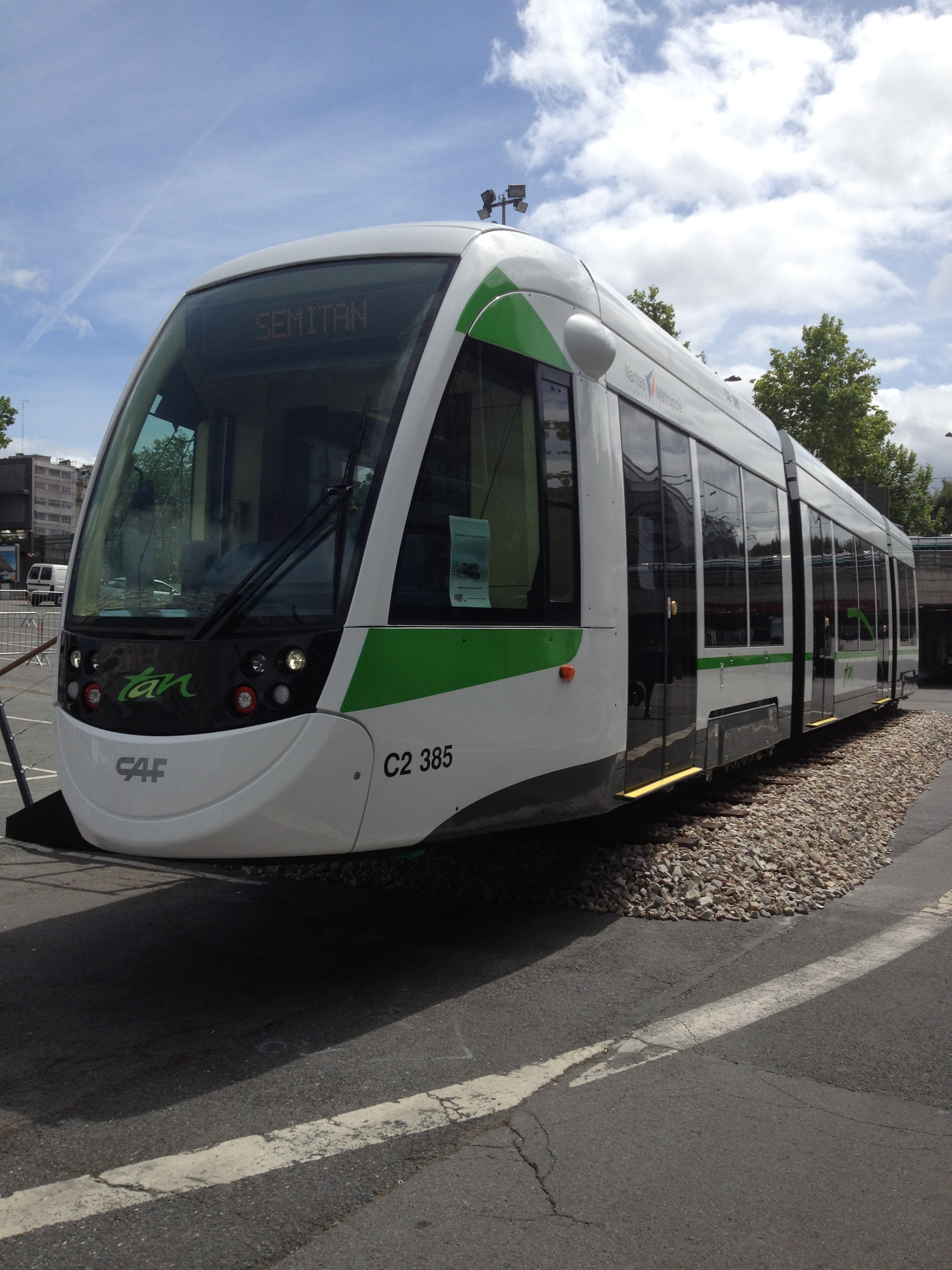
CAF Urbos 3

##### CAF Urbos 3
Um den Ausbau des Netzes und eine Taktverdichtung auf den verschiedenen Linien zu bedienen, schrieb die Stadt Nantes im Jahr 2010 acht neue Straßenbahnwagen aus. Im Oktober 2010 ging der spanische Hersteller Construcciones y Auxiliar de Ferrocarriles (CAF) mit dem Modell Urbos 3 als Sieger hervor. Der Urbos 3 ist wie der Incentro ein fünfteiliger Niederflur-Gelenktriebwagen. Der Kaufpreis der acht Wagen betrug 22 Millionen Euro. Eine Option auf weitere vier Wagen zum Preis von ungefähr zehn Millionen Euro wurde ebenfalls eingelöst, sodass insgesamt zwölf Fahrzeuge ausgeliefert werden.
Die neuen Züge sind in erster Linie für die Linie 1 bestimmt und werden zur Verlängerung nach Ranzay – der ersten Etappe zur Verbindung der Linien 1 und 2 – im Jahr 2012 zur Verfügung stehen. Sie tragen auch dazu bei, einen 3-Minuten-Takt zur Hauptverkehrszeit auf dem zentralen Abschnitt der Linie zu ermöglichen.
Der Zuschlag an CAF wurde aufgrund des relativ günstigen Kaufpreises entschieden. Die Fahrzeuge wurden beginnend mit April 2012 aufgeliefert, bis zum Jahresende 2012 sollten alle Triebwagen ausgeliefert sein. Diese Wagen ähneln den vorher erworbenen Incentros bezüglich ihrer technischen und gestalterischen Merkmale. Die Wagen werden in Frankreich im CAF-Werk Bagnères-de-Bigorre, das 2008 für die Straßenbahnfertigung primär für französische Betriebe errichtet wurde, zusammengebaut. Dabei kommen einzelne Bauteile aus Spanien, die Fahrwerke werden in Beasain, die Wagenkästen in Saragossa gefertigt.

##### Alstom Citadis 405
Hauptartikel: Alstom Citadis 405
Um die Fahrzeuge vom Typ TFS zu ersetzen, wurden am 18. Juni 2020 bei Alstom zunächst 49 Fahrzeuge des Typs Citadis 405 mit einer Länge von 46 Metern bestellt, wobei der Auftragswert 200 Mio. € betrug und ursprünglich ab 2023 in Betrieb genommen werden sollten. Im Juni 2021 wurden zwölf weitere Fahrzeuge bestellt, sodass sich die Anzahl der bestellten Fahrzeuge auf insgesamt 61 Stück mit einem Gesamtwert von 280 Mio. € beläuft. Nachdem sich die Inbetriebnahme nach der Auslieferung des ersten Fahrzeugs im Februar 2022 zunächst aufgrund von Problemen mit der Stromversorgung verzögert hat, wurden die ersten Bahnen am 15. April 2024 in Betrieb genommen, wobei zunächst zwei Bahnen auf der Linie 1 eingesetzt werden. Bis Ende 2024 sollen insgesamt 14 Wagen ausgeliefert werden, wobei alle Fahrzeuge bis 2027 ausgeliefert werden sollen. Neben dem Ersatz der TFS-Straßenbahnen sind 14 Straßenbahnen für den Einsatz auf den Linien 6 und 7 vorgesehen.
Die Fahrzeuge sind siebenteilige Multigelenkwagen mit einer Kapazität von 300 Fahrgästen und einer Höchstgeschwindigkeit von 70 km/h.

##### Triebwagen 144
Als Museumswagen verfügt die Straßenbahn Nantes über den Jeumont-Triebwagen Nr. 144. Dieser Triebwagen, der aus der Zeit des ersten Straßenbahnnetzes (1913) stammt, wird bei Veranstaltungen und speziellen Ereignissen eingesetzt.

## Planungen

### Verbindung der Linien 1 und 2

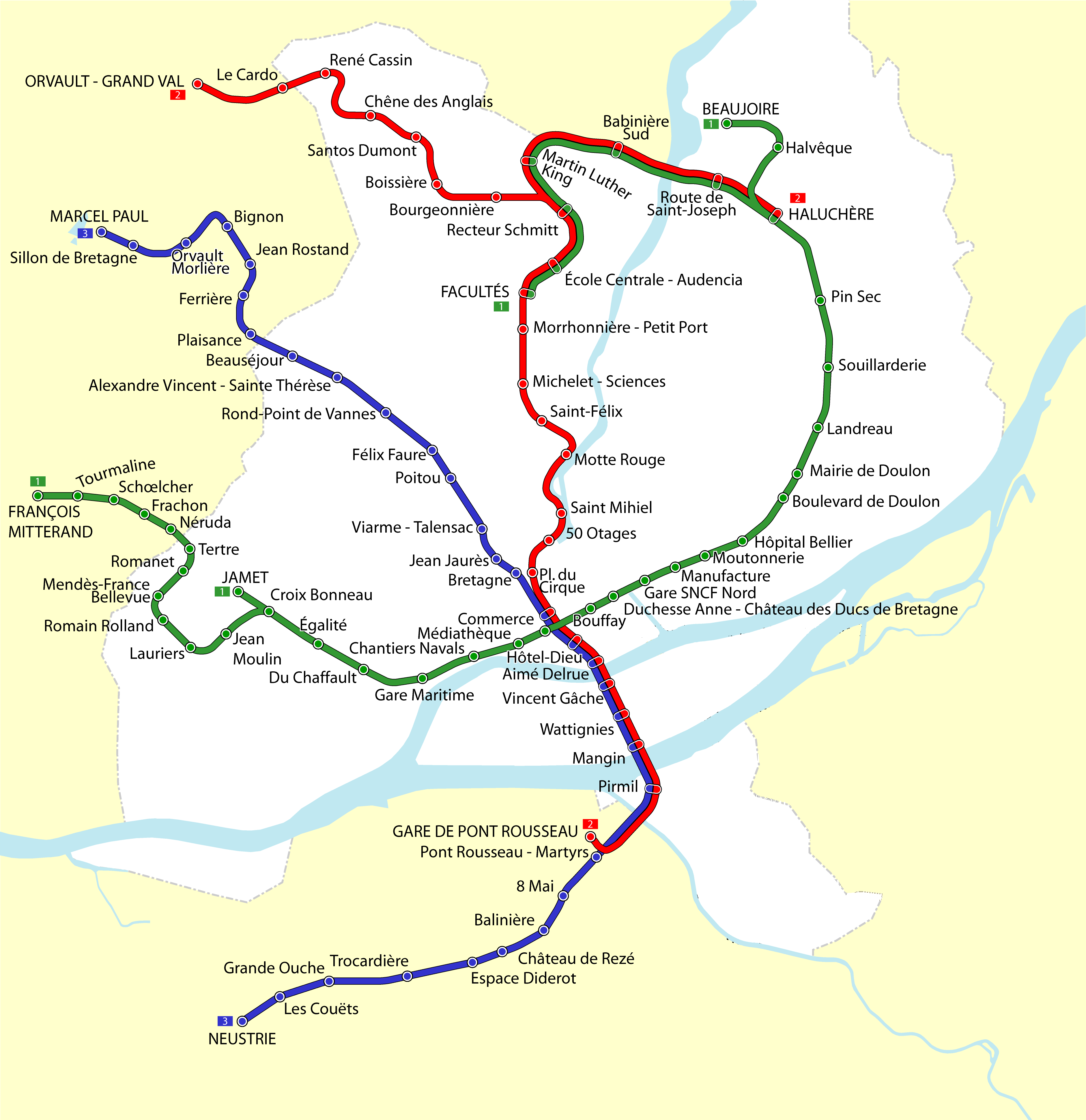
Künftiges Liniennetz, nach Realisierung der Verbindung

Mit dem Endziel, einen Straßenbahn-Ring zu schaffen, plant der Aufgabenträger des Stadtverkehrs Nantes Metropole, die Streckenteile der Linien 1 und 2 im Norden zu verbinden.
In der Tat setzen sich das Straßenbahnnetz von Nantes sowie der Großteil des Busnetzes aus Radiallinien zusammen, das heißt ausgehend von der Stadtmitte in Richtung Vororte. Diese Form zwingt die Fahrgäste, die von einer Straßenbahnlinie in eine andere umsteigen wollen, über das Stadtzentrum zu fahren (es sei denn, sie benutzen den Bus). Die Haltestelle Commerce ist der Umsteigepunkt aller drei Straßenbahnlinien und zahlreicher Buslinien.
Dank der neuen Verbindung wird man so im Norden von der Linie 2 zur Linie 1 durchfahren können, was Fahrtbeziehungen in diesem Bereich vereinfachen würde, insbesondere die Verbindung zwischen den Universitätsfakultäten und dem Bahnhof von Nantes.
Der neue Abschnitt mit einer Länge von 2,75 km sieht die Schaffung von drei neuen Haltestellen vor, darunter Babinière-Süd, wo eine direkte Verbindung zum Tram-Train Nantes – Châteaubriant (s. Bahnstrecke Nantes–Châteaubriant) bestehen wird. Dieser Abschnitt wird von den Linien 1 und 2 genutzt werden. Auf der Linie 1 wird jede zweite Fahrt auf der anderen Seite des Flusses Erdre an der Haltestelle Facultés enden, während auf der Linie 2 jede zweite Fahrt am Umsteigepunkt Haluchère am rechten Ufer enden wird.
Die Planungen waren gut vorangeschritten, mussten aber im Jahre 2008 wegen der wirtschaftlichen Lage und neuer politischer Prioritäten im Bereich Verkehr gestoppt werden.
In der Tat beabsichtigte der Stadt-Umland-Verband im Jahr 2008, einen neuen Stadtverkehrsplan (fr: Plan de déplacements urbains) aufzustellen, der zunächst die Optimierung des Busnetzes bevorzugte, um andere Linien erneut zu beurteilen und daraus Korridore zu bilden. Auch wenn die Verbindung der Linien 1 und 2 nicht zu diesem Stadtverkehrsplan gehören werde, hat der Präsident von Nantes Metropole und Bürgermeister von Nantes Jean-Marc Ayrault trotzdem den Wunsch geäußert, die Linie 1 nach Ranzay zu verlängern (um eine Haltestelle), um so einen ersten Schritt zu dieser Verbindung zu garantieren.
Am 23. Oktober 2009 verabschiedete der Rat des Stadt-Umland-Verbandes die Verwirklichung dieses ersten Bauabschnitts, dessen Inbetriebnahme für Ende 2012 geplant ist. Die Kosten wurden auf 49,5 Mio. Euro (Arbeiten, Planung und Vergütung des Auftragnehmers, Risiken …) im Wert Juli 2009 veranschlagt, darunter 20,5 Mio. Euro für den Bau des Verknüpfungspunkts Haluchère sowie vier Millionen für den Grunderwerb, das heißt ein Gesamtbudget von 55,28 Mio. Euro, wovon 53,5 Mio.auf die Legislaturperiode 2008–2014 entfallen.
Der Bau des ersten Abschnitts begann im Januar 2011. Die Arbeiten umfassten zunächst den Verknüpfungspunkt Haluchère, die Verlängerung der Linie 1 mit dem Bau einer neuen Station in Ranzay und die Erweiterung der Jonelière-Brücke, die ebenfalls dem Tram-Train Nantes – Châteaubriant dienen wird. Am 1. Oktober wurde die Verlängerung der Linie 1 nach Ranzay in Betrieb genommen.
Der folgende zwei Kilometer lange Abschnitt bis Babinière-Sud wurde am 28. Februar 2014 zunächst nur für den Tram-Train Nantes–Châteaubriant eröffnet.
Im Mai 2025 wurde die Linie 1 um eine Station von Ranzay nach Babinière verlängert.

### Andere Projekte
Nördliche Verlängerung der Linie 1 bis nach Saint-Joseph-de-Porterie
Die Idee zu dieser Verlängerung gibt es bereits seit einigen Jahrzehnten und sie hatte die Gemeinden von Carquefou und Nantes (Viertel von Saint-Joseph-de-Porterie) dazu veranlasst, bei der Errichtung ihrer neuen Viertel eine Trasse für die Straßenbahn zu reservieren. Aus der Vogelperspektive kann man die mögliche Trasse dieser Verlängerung deutlich erkennen, da sie sich von Halvêque im Norden von Saint-Joseph-de-Porterie durch breite Straßen erstreckt, wo der derzeitige Rasen den künftigen Gleisen Platz ließe. Die Baukosten wären also deutlich vermindert, da das Gelände in gewisser Weise schon vorbereitet und freigehalten ist.
Bau einer Linie 5
Zuerst in Betracht gezogen als eine Straßenbahn, dann als Busspur, wurde das Projekt im Mai 2011 erneut als klassische Straßenbahnlinie vorgelegt. Diese neue Linie würde die Loire-Insel von Nantes aus Richtung Osten erreichen, dabei die Loire auf Pont Éric Tabarly überqueren, mit einer ersten Endstation in der Nähe des heutigen MIN (Großmarkt, um 2020 ersetzt durch das CHU Universitätsklinikum). Diese Linie würde an der Haltestelle Mangin eine Verknüpfung mit den Linien 2 und 3 besitzen.

Busway de Nantes: Ligne 4 + Ligne 5

Die letztlich in Betrieb genommenen BRT-Korridore (Bus Rapid Transit oder Busway) für die Linien 4 und 5 zeigt die nebenstehende Karte.
Bau von Linien 6 und 7
Es bestehen Pläne zum Bau von zwei Straßenbahnlinien, welche die Innenstadt mit den Nordosten und den Nordwesten der Stadt verbinden sollen. die Linien 6 und 7 beginnen zunächst an der gemeinsamen Endstation Hôtel-de-ville de Rezé und führen zunächst über eine Neubaustrecke zur Haltestelle Pont-Anne-de-Bretagne, wo die Strecke an die bestehende Strecke der Linie 1 anknüpft. Ab dort zweigt die Linie 6 in Richtung Nordosten ab und führt zunächst gemeinsam mit der Linie 1 zur Haltestelle Haluchère Batignolles, wo die Linie 6 die Zweigstrecke nach Ranzay von der Linie 1 übernimmt und ab dort über eine Neubaustrecke weiter zur Endhaltestelle Babinière führt. Die Linie 7 zweigt von der Haltestelle Pont-Anne-de-Bretagne aus in Richtung Nordwesten ab, wobei die Linie bis zur Haltestelle Croix Bonneau zunächst gemeinsam mit der Linie 1 geführt wird, dann von dieser die Zweigstrecke nach Jamet übernimmt und ab dort über eine Neubaustrecke nach Romanet wieder an die Strecke der Linie 1 anschließt, mit der sie wieder gemeinsam bis zur Endstation François Mitterrand führt. Die Eröffnung beider Linie ist für 2027 vorgesehen.
Eine anfangs geplante Linie 8, welche von Villa au Denis über Ile de Nantes nach Bd de Doulon führen sollte, wurde 2021 in eine Bus Rapid Transit-Linie umgeplant und soll ebenfalls 2027 eröffnet werden.

## Busway und  Straßenbahn als Mittel der Stadtentwicklung
Im Laufe der Entwicklung des neuen Busway- und Straßenbahnnetzes ist dies ein wesentlicher Faktor der Stadtentwicklung Nantes’ geworden.
Der Busway und die Straßenbahn erlauben es, den öffentlichen Raum zu revitalisieren, um die Aufenthaltsqualität zu verbessern und die Fußgänger auf Kosten des Kfz-Verkehrs zu bevorzugen, zum Beispiel auf dem Cours des 50 otages.
Der Busway und die Straßenbahn werden auch genutzt, um die Schaffung neuer Viertel zu strukturieren, wie im Rahmen der Verlängerung der Linie 3 in Richtung Sillon de Bretagne oder der Linie 1 nach Atlantis (Schaffung des Wohnviertels Solvardière) und auf klassischere Art, um städtische Verdichtungskorridore zu schaffen, wie entlang der Linie 3.
Schließlich werden der Busway und die Straßenbahn als ein Werkzeug der Stadtpolitik genutzt, um die Verkehrsverbindungen in einem Problemviertel zu verbessern. In diesem Zusammenhang bedient die Straßenbahn Sillon de Bretagne, Bellevue, Plaisance, Chateau-Rezé und Bottière. Das ist bei Bellevue besonders deutlich: die Strecke der Straßenbahn ist umgeleitet worden (die Streckenführung bildet jetzt ein „U“), um das Viertel vollständig zu durchqueren.